# Sant Isidre de Castellví de Rosanes
Sant Isidre de Castellví de Rosanes és una església del municipi de Castellví de Rosanes (Baix Llobregat) inclosa en l'Inventari del Patrimoni Arquitectònic de Catalunya.

## Descripció
De planta rectangular, construïda en maó, sostre de teules a dues vessants, aquesta església té un estil proper a un "neoromànic" del segle xx. A la paret més llarga té tres finestres dobles d'arc una mica apuntat. A la part de la façana, un campanar tipus espadanya amb dos campanes en angle i una finestra simple. La porta d'entrada és rectangular i precedida per un petit porxo de teules amb inclinació, que la cobreix. Al costat de la porta hi ha tres finestres.

## Història
Inaugurada l'any 1964, la seva construcció va ser sufragada pel poble de Castellví. És una tinença de la parròquia de Sant Miquel, que des del 1974 està a la capella de la mare de Déu dels Àngels.